# Kumertauskie Przedsiębiorstwo Produkcji Lotniczej

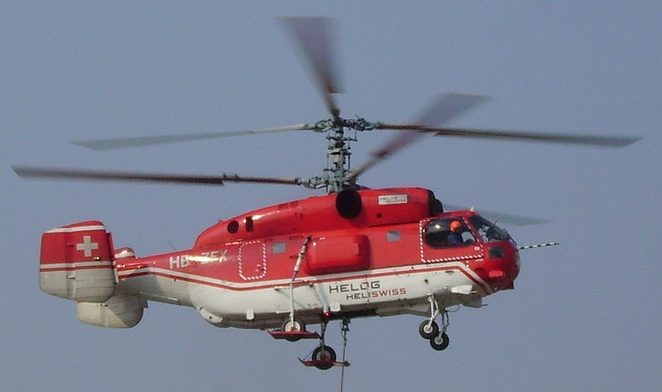
Śmigłowiec Ka-32

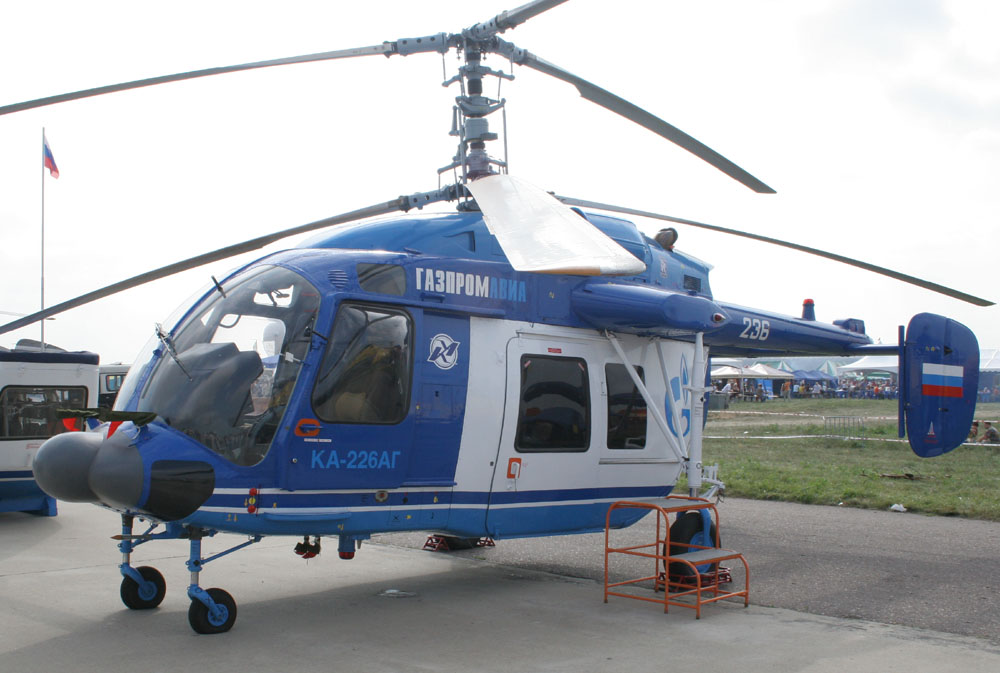
Śmigłowiec Ka-226

Kumiertauskie Przedsiębiorstwo Produkcji Lotniczej (ros. Кумертауское авиационное производственное предприятие), КумАПП (KumAPP) – rosyjskie przedsiębiorstwo przemysłu lotniczego z siedzibą w Kumiertau, specjalizuje się w produkcji śmigłowców konstrukcji Kamowa.
Wchodzi w skład przedsiębiorstwa Wiertoloty Rossii, z którym także jest związane NCW im. M.L. Mila i N.I. Kamowa.

## Historia
Przedsiębiorstwo powstało w 1962 roku na bazie zakładów remontowych i mechanicznych. W 1968 roku zakłady rozpoczęły produkcję śmigłowców Ka-26. W zakładach produkowano również bezzałogowe aparaty latające, części skrzydeł do samolotu Tu-154 oraz podzespoły promu kosmicznego Buran.

## Obecna produkcja
- wojskowy śmigłowiec pokładowy Ka-27
- śmigłowiec Ka-28, eksportowa wersja śmigłowca Ka-27
- śmigłowiec szturmowy Ka-29
- śmigłowiec pokładowy wczesnego ostrzegania Ka-31
- śmigłowiec wielozadaniowy Ka-32
- śmigłowiec wielozadaniowy Ka-226